# Jean Depreter
Jean Depreter (Haine-Saint-Paul, 23 november 1944) is een voormalig Belgisch socialistisch politicus.

## Levensloop
Als licentiaat in de psycho-pedagogische wetenschappen werd Depreter beroepshalve leraar en beheerder van de Haute Ecole Provinciale van Mons-Borinage-Centre. Ook was hij syndicaal gedelegeerde van de CGSP.
Van 1999 tot 2000 en van 2001 tot 2003 was hij voor het arrondissement Bergen-Zinnik lid van de Kamer van volksvertegenwoordigers als opvolger van Elio Di Rupo.